# يوريكو غاسبار دوترا
المارشال يوريكو غاسبار دوترا (بالبرتغالية: Eurico Gaspar Dutra‏) رئيس البرازيل السادس عشر، حكم البرازيل للفترة 1945-1946 خلفاً للرئيس جوسيه لينهاريس.
جاء بعده الرئيس جيتوليو فارجاس لولاية ثانية له.

## معرض صور

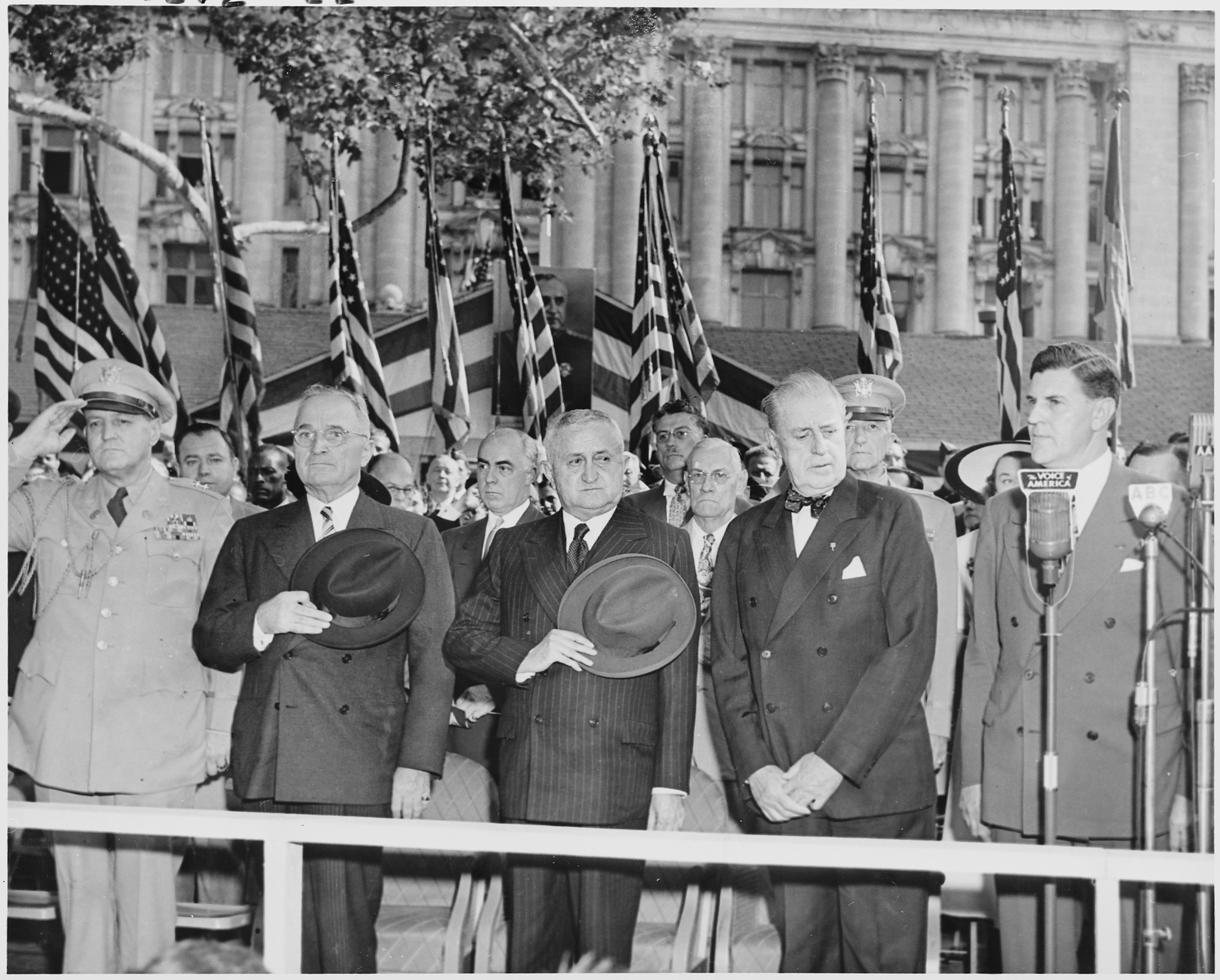
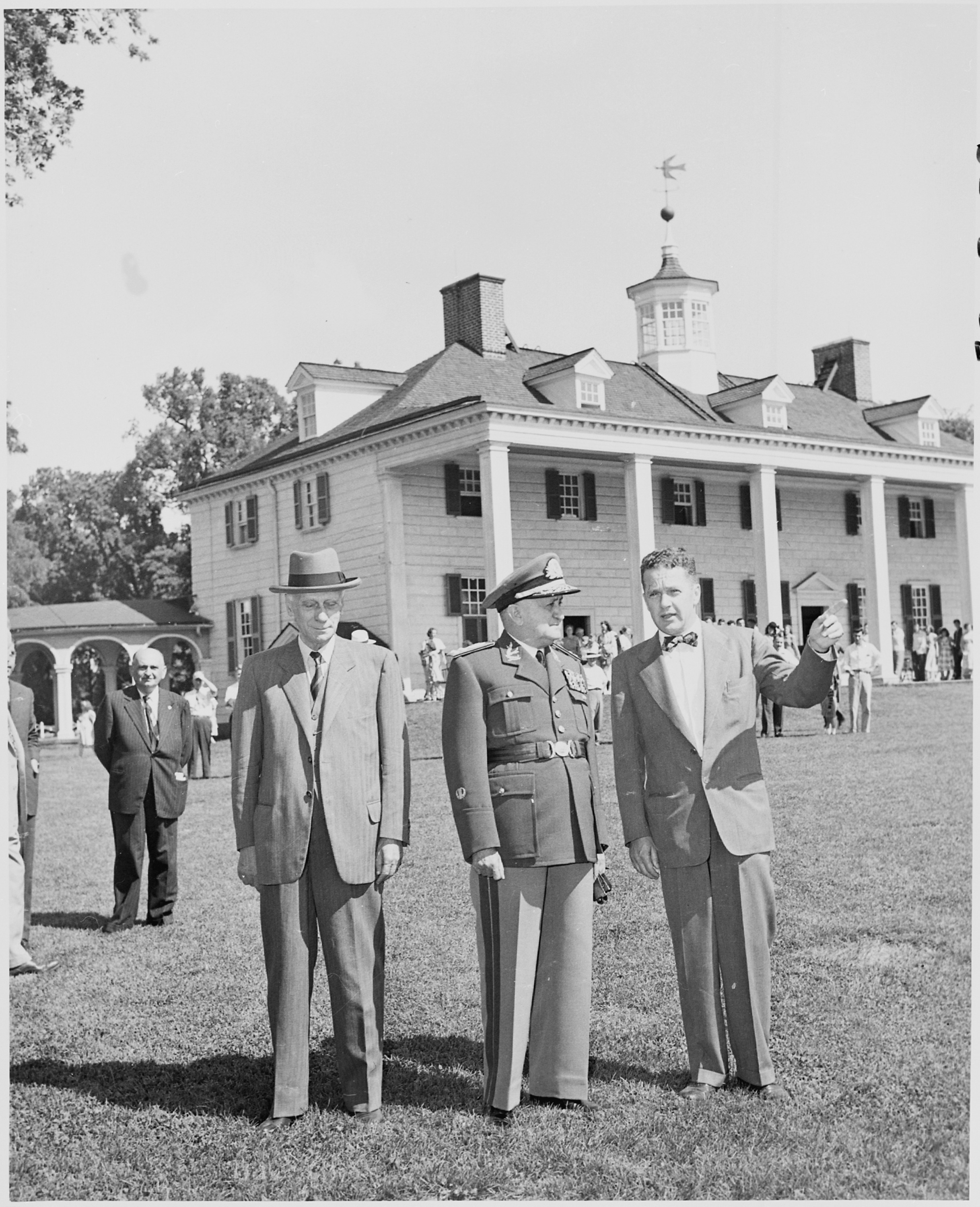
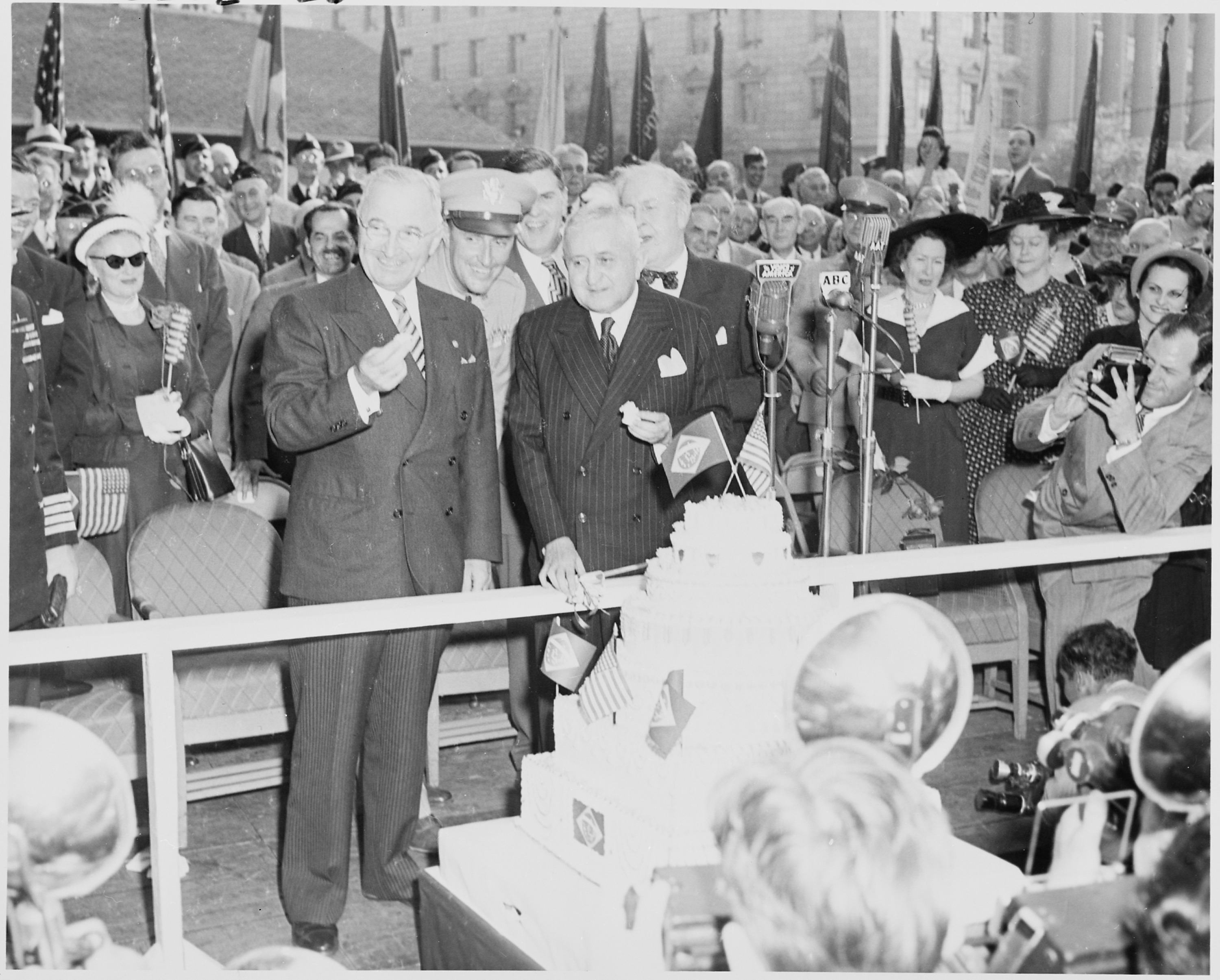
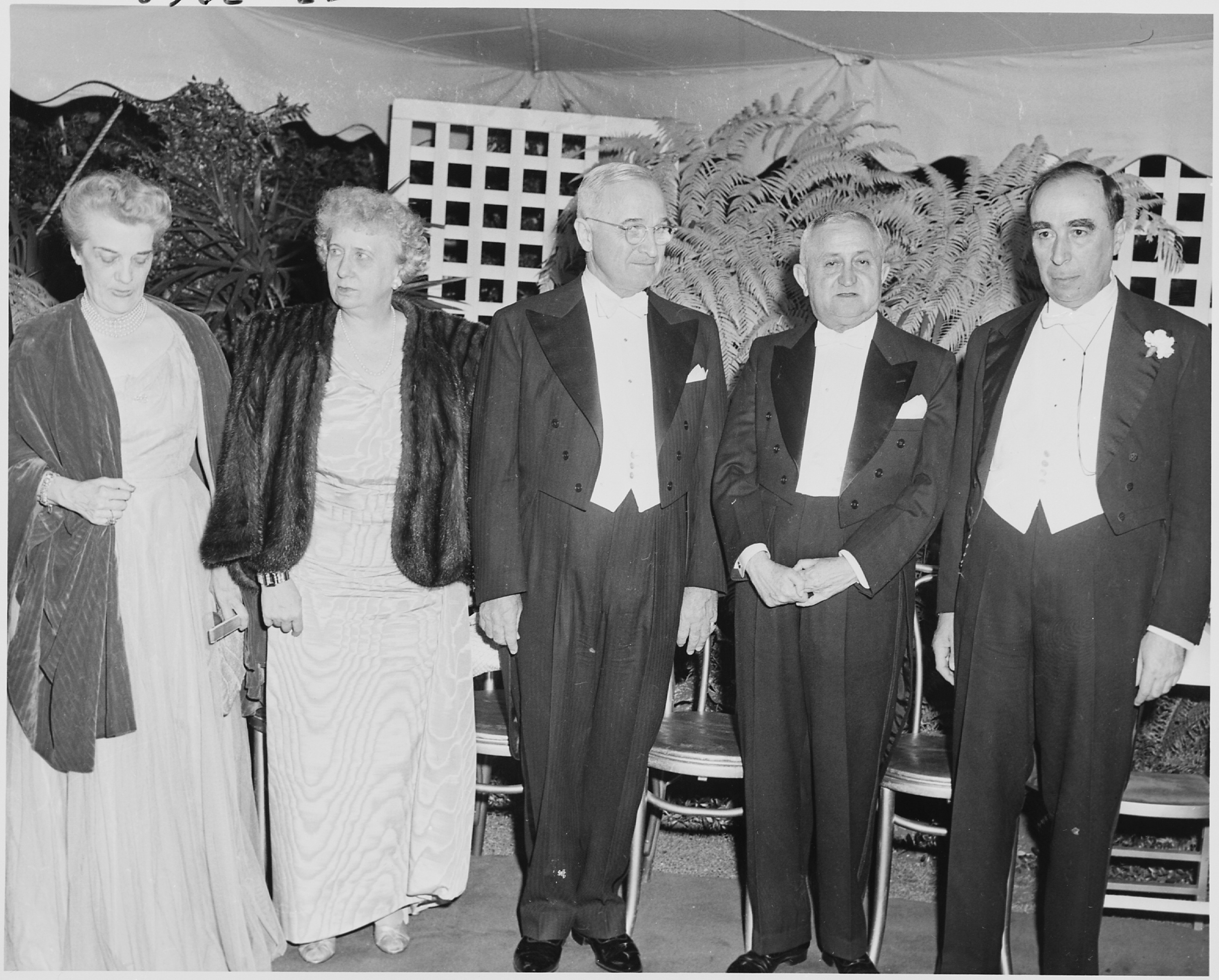
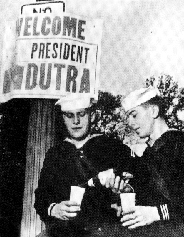

## روابط خارجية
- يوريكو غاسبار دوترا على موقع الموسوعة البريطانية (الإنجليزية)
- يوريكو غاسبار دوترا على موقع مونزينجر (الألمانية)